# Yevhen Banada
Yevhen Banada (en ucraniano: Євген Володимирович Банада; Níkopol, 29 de febrero de 1992) es un futbolista ucraniano que juega en la demarcación de centrocampista para el F. C. Livyi Bereh Kiev de la Liga Premier de Ucrania.

## Biografía
Tras empezar a formarse como futbolista en el UOR Donetsk y en el FC Olimpik Donetsk, finalmente en 2011 se fue traspasado al F. C. Oleksandriya, haciendo su debut el mismo año. Jugó en la Persha Liha hasta que en 2015, tras quedar primero en liga, subió a la máxima categoría del fútbol ucraniano. En junio de 2021, tras diez años en el club, se marchó al F. C. Metalist Járkov. En este equipo estuvo una temporada antes de recalar en el F. C. Kryvbas Kryvyi Rih. Allí también estuvo un año y en julio de 2023 fichó por el F. C. LNZ Cherkasy. Ahí permaneció menos tiempo, ya que el siguiente mes de febrero se marchó al N. K. Veres Rivne. En este equipo completó la temporada y en julio se unió al F. C. Livyi Bereh Kiev.

## Clubes
| Club                     | País    | Año       | Partidos | Goles |
| ------------------------ | ------- | --------- | -------- | ----- |
| F. C. Oleksandriya       | Ucrania | 2011-2021 | 245      | 26    |
| F. C. Metalist Járkov    | Ucrania | 2021-2022 | 15       | 6     |
| F. C. Kryvbas Kryvyi Rih | Ucrania | 2022-2023 | 18       | 0     |
| F. C. LNZ Cherkasy       | Ucrania | 2023-2024 | 2        | 0     |
| N. K. Veres Rivne        | Ucrania | 2024      | 11       | 0     |
| F. C. Livyi Bereh Kiev   | Ucrania | 2024-     | 25       | 0     |

## Palmarés

### Títulos nacionales
| Título      | Club               | País    | Año  |
| ----------- | ------------------ | ------- | ---- |
| Persha Liha | F. C. Oleksandriya | Ucrania | 2015 |